# Obras de Antoni Gaudí
As obras de Antoni Gaudí são sete monumentos situados em Barcelona, desenhados pelo arquitecto Antoni Gaudí no final do século XIX e início do século XX. O Parque Güell, o Palácio Güell e a Casa Milà foram declarados Património Mundial pela UNESCO em 1984 e os restantes monumentos em 2005.

## Parque Güell
Construído entre 1900 e 1914, é um parque público na zona norte de Barcelona.

## Palácio Güell
Construído entre 1885 e 1900, foi encomendado por Eusebi Güell.

## Casa Milà
Construído entre 1906 e 1912, foi encomendada por Pere Milà, por ocasião do seu casamento com Roser Segimon. Hoje pertence a um banco.

## Casa Vicens
Primeira casa desenhada por Gaudí, construída entre 1883 e 1888, foi encomendada por Manuel Vicens i Montaner.

## Fachada da Natividade e cripta da Sagrada Famíla
Catedral cuja construção começou em 1883, ainda não está terminada. A fachada da natividade completou-se em 1935.

## Casa Batlló
Construída entre 1904 e 1906, foi encomendada por José Battló Casanovas.

## Cripta da Colónia Güell
Igreja cuja construção começou em 1899, mas que nunca foi terminada. Está integrada na Colónia Güell, uma colónia para os operários da zona oeste de Barcelona.